# Elfriede Scholz
Pour les articles homonymes, voir Scholz.
Elfriede Scholz, née Remark le 25 mars 1903 à Osnabrück et morte le 16 décembre 1943 à Berlin, est une couturière et une résistante contre le nazisme, condamnée à mort et décapitée dans la prison de Plötzensee. Sa condamnation, particulièrement lourde, peut être considérée comme une vengeance du régime nazi contre son frère Erich Maria Remarque dont les livres font l'objet d'autodafés mais qui a échappé à leur vindicte.

## Biographie

### Jeunesse et avant-guerre
Elfriede Maria Remark vient au monde le 25 mars 1903. Elle est la plus jeune des quatre enfants du relieur de livres Peter Franz Remark (1867-1954) et d’Anna Maria  Stallknecht (1871–1917). Elle est la sœur de l'écrivain Erich Maria Remarque. Elle grandit à Osnabrück. Dans son enfance, elle est souvent malade. Elle est paralysée pendant 2 ans à cause d’une insuffisance de globules rouges et de faiblesses osseuses.
Après l'école, elle travaille quelque temps comme employée de maison à Duisbourg où son frère est soigné à l'hôpital militaire mais retourne à Osnabrück pour des raisons de santé et fait une formation de tailleuse.
En 1923, Elfriede Remak donne naissance, hors mariage, à une fille, Ingeborg, en 1923 qui décède à cause d'une malformation cardiaque,.
Elle travaille comme couturière d'abord à Berlin, puis à Leipzig et à Dresde où elle vit au début des années 1930 avec Max Rosenlocher, un étudiant en art,.
Son frère, Erich Maria Remarque publie, en 1929, A l'Ouest rien de nouveau, basé sur son expérience de la Première Guerre mondiale. Joseph Goebbels considère le roman comme une menace pour l’idéologie du parti nazi. Adolf Hitler, furieux qu'un militaire allemand ose décrire ses compatriotes comme désillusionnés et découragés, ordonne la saisie et la destruction du livre. Erich Maria Remarque s'installe en Suisse, puis aux Etats-Unis en 1939. Il abandonne rapidement les contacts avec sa famille désargentée. Une lettre d'Elfriede Remark de 1932, lui demandant de l'argent pour couvrir des frais d'hospitalisation, reste sans réponse.
Elfriede Remark passe son examen de maîtrise à Dresde et, après un court mariage avec l'homme d'affaires Paul Wilke, elle crée son propre atelier et acquiert une réputation de couturière compétente.
En 1941, elle épouse le musicien Heinz Scholz qui est très vite incorporé dans la Marine,. Heinz Scholz soupçonne des infidélités de son épouse et pousse au divorce, malgré l'opposition d'Elfriede. Le divorce n'est pas prononcé avant la mort de cette dernière,.

### Résistance au nazisme
Elfriede Scholz ne cache pas son opposition au nazisme et à la guerre mais on ne sait pas si elle a des contacts avec la résistance de Dresde - par exemple avec le cercle autour de Rainer Fetscher (de). Ses déclarations lui valent d'être dénoncée par sa cliente et amie, Ingeborg Riezel à la fin de l'été 1943. Elle est arrêtée quelques jours plus tard,.
Elle est interrogée par la Gestapo dans la prison de la police de Dresde. Le 2 septembre 1943, elle est transférée à la prison de Moabit à Berlin. Elle est inculpée sur base des témoignages de sa cliente Ingeborg Riezel et de sa logeuse Antonie Wentzel, pour  « atteinte au moral de l’armée » et « faveur à l'ennemi »,. Elle aurait déclaré à plusieurs reprises  qu'elle ne croyait pas à la propagande sur la « victoire finale » allemande et que les soldats allemands au front n'étaient que du « bétail de boucherie » et aussi qu'elle tuerait Adolf Hitler si l'occasion lui en était donnée,.
Le 29 octobre 1943, elle jugée par le Volksgerichtshof à Berlin présidé par Roland Freisler qui la décrit comme « propagandiste fanatique de nos ennemis de guerre » et  « traîtresse éhontée à son propre sang, à notre sang allemand, à notre front, à notre vie en tant que peuple ». D'après un témoin contemporain, il aurait fait allusion à son frère Erich Maria Remarque, pacifiste, absent du procès : « Votre frère s’est mis hors de notre atteinte, vous ne nous échapperez pas. ». Il est probable que la réputation de son frère ait contribué à la sévérité de la peine,,,.
Elle est condamnée à mort pour "atteinte au moral de l’armée" et "faveur à l'ennemi". Elle demande la grâce mais sa demande est rejetée.

### Exécution
L'exécution est prévue le 25 novembre 1943 mais repoussée à une date inconnue parce que des documents ont été détruits lors de raids aériens. Après plusieurs jours passés dans le quartier des exécutions de la prison de Plötzensee, Elfriede Scholz est transférée à la prison pour femmes de la Barnimstrasse le 3 décembre. Son avocat présente un nouveau recours en grâce, arguant que cette attente angoissante est une punition suffisante. La demande est à nouveau rejetée.
Le matin du 16 décembre 1943, Elfriede Scholz est ramenée à Plötzensee. Elle écrit une nouvelle lettre à sa sœur : "Chère Erna ! Maintenant, je suis à Plötzensee pour la deuxième fois et cet après-midi à 13 heures, je ne suis plus ...",.
L'exécution a lieu le 16 décembre 1943 sur le site d’exécution de la prison de Berlin-Plötzensee à Charlottenbourg. Elfriede Scholz est exécutée par décapitation à la guillotine.

### Suites
La dépouille d'Elfriede Scholz est immédiatement remise à  l'anatomiste Hermann Stieve à l'Hôpital de la Charité, qui utilise les cadavres des personnes exécutées, surtout les femmes, pour ses recherches sur les ovaires et sur le système reproducteur féminin. La sœur d'Elfriede n'est informée de l'exécution que vers le 20 décembre. Lorsqu'elle demande à pouvoir enterrer la dépouille, on lui répond que cela s'est déjà produit dans un lieu inconnu. Elle reçoit une facture pour l'exécution de sa sœur qui, frais de prison compris, s'élève à 495,80 Reichsmarks. En 2016, des tissus anatomiques sont retrouvés par les héritiers d'Hermann Stieve et remis aux autorités. Une partie a pu être identifiée mais les familles ont demandé que les noms ne soient pas publiés. On ne sait donc pas si Elfriede Scholz fait partie de l'inhumation collective au Cimetière de Dorotheenstadt à Berlin le 13 mai 2019,.
Pendant que sa sœur attend sa condamnation, Erich Maria Remarque mène une vie tapageuse à Hollywood. Il n'apprend le sort de sa sœur qu'en 1946. Il écrit dans son journal le 11 juin 1946 : « Ma sœur Elfriede, arrêtée en 1943 pour propos contre l'état, condamnée par le Volksgerichsthof, exécutée en décembre 1943 ». Le 20 août 1950, se faisant des reproches tardifs, il écrit « Qu'as-tu, grand amant, donné à ta famille avec tout ton dévouement ? Ta sœur est morte ; elle aurait pu être sauvée ; tu ne voulais pas nourrir tout le monde en Suisse. Toi tu avais honte de ta famille. ». Il publie en 1952 un roman sur la terreur nazie, L'Etincelle de vie (de), dédié à sa sœur,.
En République fédérale d’Allemagne, le juriste Robert W. Kempner tente, au nom de la famille Remarque, de poursuivre les personnes encore en vie, devant le Bureau du Procureur public, au Parquet de Berlin-ouest. À la mort d'Erich Maria Remarque, le 25 septembre 1970, Robert W. Kempner reçoit une ordonnance de non-lieu de la Cour d'appel de Berlin qui rejette sa demande de poursuites pénales. Le Parquet n'a même pas interrogé l’ancien SA Obergruppenführer Kurt Lasch (de) qui siégeait à côté de Roland Freisler. Classé parmi les "suiveurs (en)" après 1945, il vit une retraite tranquille.
Fin février 1950, un procès a lieu à Dresde contre l'ancienne logeuse d'Elfriede Scholz qui a témoigné contre elle. La première dénonciatrice est morte lors des bombardements sur la ville en février 1945. La logeuse, qui avait confirmé les déclarations de l'informateur et contribué ainsi à la condamnation à mort, est condamnée à cinq ans de prison.
Selon la loi, Elfriede Scholz demeure légalement condamnée. Ce n'est qu'en 1998 que l'exécution d'Elfriede Scholz est reconnue comme injuste, avec l'adoption de la Loi allemande du 25 août 1998 sur l'annulation des jugements injustifiables du régime national-socialiste.

## Filmographie
- Zum Tode verurteilt – Elfriede Scholz, Schwester von Erich Maria Remarque, 2005, téléfilm documentaire de Kurt Rittig[12]

## Honneurs posthumes
- En 1968, sa ville natale d'Osnabrück donne son nom à une rue[2].
- Depuis septembre 2013, une pierre d'achoppement rappelle son souvenir à Dresde[2].
- Pour le 70e anniversaire de sa mort, le 16 décembre 2013, une plaque commémorative est dévoilée à Berlin-Charlottenbourg[13].
- En 2018, une pierre commémorative en souvenir d'Elfriede Scholz - qui n'a pas de sépulture - est placée sur la tombe de sa mère Anna Maria Remark au Hasefriedhof (de) à Osnabrück[14],[7].